# Южноазиатские игры 2004
9-е Южноазиатские игры состоялись в Исламабаде (Пакистан) в 2004 году. Пакистан второй раз принимал Южноазиатские игры (первый раз в 1989 году). Церемония открытия состоялась 29 марта, а закрытия — 7 апреля. Спортсмены из 8 стран приняли участие в состязаниях по 20 видам спорта. Первоначально 9-и Южноазиатские федеративные игры должны были состояться в 2001 году, но были перенесены из-за террористических актов 11 сентября 2001 года в США.

## Виды спорта
- Академическая гребля
- Лёгкая атлетика
- Баскетбол
- Бокс
- Футбол
- Хоккей
- Дзюдо
- Кабадди
- Карате
- Велоспорт
- Сквош
- Стрелковый спорт
- Стрельба из лука
- Плавание
- Настольный теннис
- Волейбол
- Тяжёлая атлетика
- Тхэквандо
- Ушу
- Борьба

## Итоги Игр
| Место | Страна     | Золото | Серебро | Бронза | Всего |
| ----- | ---------- | ------ | ------- | ------ | ----- |
| 1     | Индия      | 103    | 57      | 32     | 192   |
| 2     | Пакистан   | 38     | 55      | 50     | 143   |
| 3     | Шри-Ланка  | 17     | 32      | 57     | 106   |
| 4     | Непал      | 7      | 6       | 20     | 33    |
| 5     | Бангладеш  | 3      | 13      | 24     | 40    |
| 6     | Афганистан | 1      | 3       | 28     | 32    |
| 7     | Бутан      | 1      | 3       | 2      | 6     |
| 8     | Мальдивы   | 0      | 0       | 0      | 0     |